# افرا (أولاد يعكوب)
افرا هو دُوَّار يقع بجماعة إدلسان، إقليم ورززات، جهة درعة تافيلالت في المملكة المغربية. ينتمي الدوّار لمشيخة أولاد يعكوب التي تضم دوارين. يقدر عدد سكانه بـ 1914 نسمة حسب الإحصاء الرسمي للسكان والسكنى لسنة 2004.

## روابط خارجية
- البوابة الوطنية للجماعات الترابية
- المندوبية السامية للتخطيط